# Britta Noresten
Britta Noresten är utbildad i klassisk teckning och måleri på The Florence Academy of Art Sweden, där hon även arbetar som lärare.
Hon är representerad på European Museum of Modern Art (MEAM) i Barcelona. Våren 2017 ställde hon ut på Mall Galleries i London..
Britta Norestens kolteckningar är publicerade i boken Pure and Faultless Elation Emerging From Hiding av Lee Ching Lim.
Våren 2019 antogs ett av Norestens porträtt till BP Portrait Award Exhibition på National Portrait Gallery, i London.